# Batz-sur-Mer
Batz-sur-Mer ( Bretão : Bourc'h-Baz ) é uma comuna no departamento de Loire-Atlantique, no oeste da França .Estende-se por uma área de 9,27 km². Em 2010 a comuna tinha 2 938 habitantes (densidade: 316,9 hab./km²).